# Bernart de Tot lo mon
Bernart de Tot lo mon (fl. segona meitat del segle xiii) fou un trobador occità; se suposa que seria un joglar pel seu renom d'aire joglaresc.

## Vida
No es tenen dades d'aquest trobador. Se'n conserven només tres peces, i encara una mal conservada per deteriorament del manuscrit. Podria ser de Bruniquel, al Carcí i podria haver estat actiu a la cort d'Enric II de Rodez (tot i que hi ha discrepàncies entre els estudiosos sobre quin seria el comte Enric a qui adreça algun dels seus poemes; Enric I, II o III); en Be m'agrada⋅l temps de pascor al·ludeix al vescomte de Bruniquel i Lo plazers qu'als plazens plai està dedicat al comte Bernart IV d'Astarac i al comte de Comenges. Dels tres textos conservats, 69,1 és un sirventès-cançó; Lo plazers qu'als plazens plai es pot considerar un plazer i Mals fregz s'es els ricx croys mes és un sirventès. Les seves peces tenen tornades destinades a "les donzelles", contra la tradició trobadoresca d'adreçar la poesia a les dames casades.

## Obra
- (69,1)[2] Be m'agrada⋅l temps de pascor
- (69,2) Lo plazers qu'als plazens plai
- (69,3) Mals fregz s'es els ricx croys mes

### Repertoris
- Alfred Pillet / Henry Carstens, Bibliographie der Troubadours von Dr. Alfred Pillet […] ergänzt, weitergeführt und herausgegeben von Dr. Henry Carstens. Halle : Niemeyer, 1933 [Bernart de Tot-lo-mon és el número PC 69]